# Calligrapha fulvipes
Calligrapha fulvipes es una especie de escarabajo del género Calligrapha, familia Chrysomelidae. Fue descrita científicamente por Stål en 1859.
Esta especie se encuentra en América Central y del Norte.